# Baphia abyssinica
Baphia abyssinica är en ärtväxtart som beskrevs av Richard Kenneth Brummitt. Baphia abyssinica ingår i släktet Baphia och familjen ärtväxter. IUCN kategoriserar arten globalt som sårbar. Inga underarter finns listade i Catalogue of Life.